# Mathieu de Vendôme
Pour les articles homonymes, voir Mathieu de Vendôme (homonymie).
Mathieu de Vendôme, mort le 25 septembre 1286, abbé de Saint-Denis, conseiller de saint Louis et ministre de Philippe le Hardi, fut par deux fois régent du royaume de France (1270, 1285-86).

## Biographie
On ignore l'origine familiale de Mathieu de Vendôme. L'historien Michel Félibien lui supposait une parenté avec les comtes de Vendôme de la Maison de Montoire, mais aucune source historique ne le confirme. Il fut moine bénédictin et chapelain de saint Louis, puis nommé en 1258 abbé de Saint-Denis. Il entreprit de multiples travaux de réparation sur cet édifice, lui adjoignant notamment le tout nouveau Collège de Charité. En 1272, il régla les détails du mariage entre le prince Pierre d'Alençon et Jeanne de Blois-Châtillon, et célébra vraisemblablement leur union. 
Il se voit offrir en 1269 le siège épiscopal d'Évreux mais finalement le refuse.
Mathieu de Vendôme assura par deux fois la régence du royaume de France : d'abord en 1270 (après la mort de saint Louis lors de la Huitième croisade), Simon II de Clermont-Nesle étant corégent ; puis en 1285, lors du départ du roi Philippe III pour la Croisade d'Aragon et sa mort à Perpignan. Mathieu mourut lui-même l’année suivante, peu après avoir intronisé Philippe le Bel. Il fut inhumé dans la crypte de son abbaye ; ses restes furent profanés sous la Révolution française.